# Marie Meklenburská
Marie Meklenburská (Viktorie Marie Augustýna Luisa Antonie Karolína Leopoldina; 8. května 1878, Neustrelitz – 14. října 1948, Bonn) se narodila jako nejstarší dcera velkovévody Adolfa Fridricha V. Meklenbursko-Střelického a jeho manželky Alžběty Anhaltské.

## Mládí
Marie jako mladá dívka otěhotněla s palácovým sluhou. Sluha, ženatý muž jménem Hecht, byl zodpovědný za zhasínání plynových světel v ložnicích velkovévodských dětí. Podle několika Mariiných bratranců, včetně budoucího britského krále Jiřího V. a německého císaře Viléma II., byla Marie "zhypnotizována", zatímco královna Viktorie tvrdila, že dívka byla "omámena". Hechta propustili ze služby z důvodu krádeže; při následném soudu s velkovévodskou rodinou vyšly najevo podrobnosti. Příběhu pak byly plné všechny noviny.
Marie v roce 1898 porodila dceru, která vyrůstala pod ochranou Mariiny babičky Augusty.

## První manželství
Marie odjela do Francie, kde se setkala s hrabětem Georgem Jametelem (1859–1944), synem Ernesta Jemetela, bankéře a výrobce patentovaných léčiv, a synovcem politika Gustava Louise Jametela; v roce 1886 získal od papeže Lva XIII. titul papežského hraběte. Známost rychlým tempem postupovala a 22. června 1899 se Marie za George provdala, pouze rok po porodu nemanželského dítěte. Svatba se konala v katolické kapli Svaté Alžběty v Richmond Park u White Lodge, domě Mariiny pratety, vévodkyně z Tecku. Druhá anglikánská svatba se konala ten samý den ve farním kostele v Kew. Navzdory skutečnosti, že šlo o morganatické manželství, se svatby zúčastnilo mnoho členů Mariiny rodiny, včetně rodičů, prarodičů a tří sourozenců. Svatební snídaně se odehrála u Mariina prastrýce, vévody z Cambridge, v Cambridge Cottage, Kew.
Marie obdržela od otce finanční vypořádání ve výši $200,000. Manželé žili ve Faubourg St. Germain v Paříži. Měli spolu dvě děti:
- hrabě George Jametel (1904–1982)
- hraběnka Marie Augusta Jametel (1905–1969)

Mariin manžel George měl několik nemanželských poměrů, nejznámější byl s vdanou španělskou infantkou Eulalií, dcerou královny Isabely II. V lednu 1908 podala Marie žádost o rozvod. Obvinila hraběte z toho, že si ji vzal pro peníze a že nadále pokračoval v poměru s infantkou Eulalií. Když se se záležitostí obrátila na soud, byla odhalena její skandální minulost, včetně nemanželského dítěte se sluhou; v důsledku toho Mariina rodina utrpěla velkou veřejnou hanbu. V srpnu toho roku, zatímco probíhal soud, vyzval Mariin devatenáctiletý bratr Karel Borwin švagra na souboj, v němž chtěl chránit sestřinu čest. Duel se uskutečnil, a byl to Mariin bratr, kdo byl zabit. Marie a George byli rozvedeni 31. prosince 1908. Marie ztratila kvůli rozvodu část jmění, ale začala znovu používat svůj meklenburský titul a žila v Blasewitzské části Drážďan.

## Druhé manželství
Dne 11. srpna 1914 se Marie ve městě Neustrelitz provdala za prince Julia Ernsta z Lippe, který byl třetím synem hraběte Ernsta z Lippe-Biesterfeld, bratrem knížete Leopolda IV. z Lippe a strýcem nizozemského prince Bernharda. V roce 1937 se manželé zúčastnili svatby Juliány Nizozemské s Bernhardem z Lippe-Biesterfeld.
Po svatbě žil pár v Blasewitzu. Měli spolu dvě děti:
- 1. Alžběta z Lippe (23. 1. 1916 Drážďany – 16. 5. 2013 Baden-Baden)
  - ⚭ 1939 Ernst-August zu Solms-Braunfels (10. 3. 1892 Darmstadt – 24. 7. 1968 Karlsruhe)
- 2. Ernst August z Lippe (1. 4. 1917 Drážďany – 15. 6. 1990 Ansbach)
  - ⚭ 1948 Christa von Arnim (2. 7. 1923 – 20. 2. 2020)

Marie zemřela v sedmdesáti letech v Oberkassel u Bonnu. Pohřbena byla se svým druhým manželem v mauzoleu rodiny Lippe v klášteře Heisterbach.

## Vývod z předků
|                    |                                          |  |                             |                                    |  |  |  |  |  |  |  | Karel II. Meklenbursko-Střelický |
|                    |                                          |  |                             |                                    |  |  |  |  |  |  |  |                                  |
|                    | Jiří Meklenbursko-Střelický              |  |                             |                                    |  |  |  |  |  |  |  |                                  |
|                    |                                          |  |                             |                                    |  |  |  |  |  |  |  |                                  |
|                    |                                          |  |                             | Frederika Hesensko-Darmstadtská    |  |  |  |  |  |  |  |                                  |
|                    |                                          |  |                             |                                    |  |  |  |  |  |  |  |                                  |
|                    | Fridrich Vilém Meklenbursko-Střelický    |  |                             |                                    |  |  |  |  |  |  |  |                                  |
|                    |                                          |  |                             |                                    |  |  |  |  |  |  |  |                                  |
|                    |                                          |  |                             | Fridrich Hesensko-Kasselský        |  |  |  |  |  |  |  |                                  |
|                    |                                          |  |                             |                                    |  |  |  |  |  |  |  |                                  |
|                    | Marie Hesensko-Kasselská                 |  |                             |                                    |  |  |  |  |  |  |  |                                  |
|                    |                                          |  |                             |                                    |  |  |  |  |  |  |  |                                  |
|                    |                                          |  |                             | Karolina Nasavsko-Usingenská       |  |  |  |  |  |  |  |                                  |
|                    |                                          |  |                             |                                    |  |  |  |  |  |  |  |                                  |
|                    | Adolf Fridrich V. Meklenbursko-Střelický |  |                             |                                    |  |  |  |  |  |  |  |                                  |
|                    |                                          |  |                             |                                    |  |  |  |  |  |  |  |                                  |
|                    |                                          |  |                             | Jiří III.                          |  |  |  |  |  |  |  |                                  |
|                    |                                          |  |                             |                                    |  |  |  |  |  |  |  |                                  |
|                    | Adolphus z Cambridge                     |  |                             |                                    |  |  |  |  |  |  |  |                                  |
|                    |                                          |  |                             |                                    |  |  |  |  |  |  |  |                                  |
|                    |                                          |  |                             | Šarlota Meklenbursko-Střelická     |  |  |  |  |  |  |  |                                  |
|                    |                                          |  |                             |                                    |  |  |  |  |  |  |  |                                  |
|                    | Augusta z Cambridge                      |  |                             |                                    |  |  |  |  |  |  |  |                                  |
|                    |                                          |  |                             |                                    |  |  |  |  |  |  |  |                                  |
|                    |                                          |  |                             | Fridrich Hesensko-Kasselský        |  |  |  |  |  |  |  |                                  |
|                    |                                          |  |                             |                                    |  |  |  |  |  |  |  |                                  |
|                    | Augusta Hesensko-Kaselská                |  |                             |                                    |  |  |  |  |  |  |  |                                  |
|                    |                                          |  |                             |                                    |  |  |  |  |  |  |  |                                  |
|                    |                                          |  |                             | Karolina Nasavsko-Usingenská       |  |  |  |  |  |  |  |                                  |
|                    |                                          |  |                             |                                    |  |  |  |  |  |  |  |                                  |
| Marie Meklenburská |                                          |  |                             |                                    |  |  |  |  |  |  |  |                                  |
|                    |                                          |  |                             |                                    |  |  |  |  |  |  |  |                                  |
|                    |                                          |  | Fridrich Anhaltsko-Desavský |                                    |  |  |  |  |  |  |  |                                  |
|                    |                                          |  |                             |                                    |  |  |  |  |  |  |  |                                  |
|                    | Leopold IV. Anhaltský                    |  |                             |                                    |  |  |  |  |  |  |  |                                  |
|                    |                                          |  |                             |                                    |  |  |  |  |  |  |  |                                  |
|                    |                                          |  |                             | Amálie Hesensko-Homburská          |  |  |  |  |  |  |  |                                  |
|                    |                                          |  |                             |                                    |  |  |  |  |  |  |  |                                  |
|                    | Fridrich I. Anhaltský                    |  |                             |                                    |  |  |  |  |  |  |  |                                  |
|                    |                                          |  |                             |                                    |  |  |  |  |  |  |  |                                  |
|                    |                                          |  |                             | Ludvík Karel Pruský                |  |  |  |  |  |  |  |                                  |
|                    |                                          |  |                             |                                    |  |  |  |  |  |  |  |                                  |
|                    | Bedřiška Vilemína Pruská                 |  |                             |                                    |  |  |  |  |  |  |  |                                  |
|                    |                                          |  |                             |                                    |  |  |  |  |  |  |  |                                  |
|                    |                                          |  |                             | Frederika Meklenbursko-Střelická   |  |  |  |  |  |  |  |                                  |
|                    |                                          |  |                             |                                    |  |  |  |  |  |  |  |                                  |
|                    | Alžběta Anhaltská                        |  |                             |                                    |  |  |  |  |  |  |  |                                  |
|                    |                                          |  |                             |                                    |  |  |  |  |  |  |  |                                  |
|                    |                                          |  |                             | Fridrich Sasko-Altenburský         |  |  |  |  |  |  |  |                                  |
|                    |                                          |  |                             |                                    |  |  |  |  |  |  |  |                                  |
|                    | Eduard Sasko-Altenburský                 |  |                             |                                    |  |  |  |  |  |  |  |                                  |
|                    |                                          |  |                             |                                    |  |  |  |  |  |  |  |                                  |
|                    |                                          |  |                             | Šarlota Meklenbursko-Střelická     |  |  |  |  |  |  |  |                                  |
|                    |                                          |  |                             |                                    |  |  |  |  |  |  |  |                                  |
|                    | Antonie Sasko-Altenburská                |  |                             |                                    |  |  |  |  |  |  |  |                                  |
|                    |                                          |  |                             |                                    |  |  |  |  |  |  |  |                                  |
|                    |                                          |  |                             | Karel von Hohenzollern-Sigmaringen |  |  |  |  |  |  |  |                                  |
|                    |                                          |  |                             |                                    |  |  |  |  |  |  |  |                                  |
|                    | Amalie von Hohenzollern-Sigmaringen      |  |                             |                                    |  |  |  |  |  |  |  |                                  |
|                    |                                          |  |                             |                                    |  |  |  |  |  |  |  |                                  |
|                    |                                          |  |                             | Marie Antoinette Muratová          |  |  |  |  |  |  |  |                                  |
|                    |                                          |  |                             |                                    |  |  |  |  |  |  |  |                                  |